# Wildspitz
Wildspitz är en bergstopp i Schweiz. Den ligger i kantonen Zug, i den centrala delen av landet. Toppen på Wildspitz är 1 580 meter över havet.
Terrängen runt Wildspitz är kuperad åt nordost, men åt sydväst är den bergig.  Wildspitz är den högsta punkten i trakten.
Omgivningarna runt Wildspitz består främst av blandskog.